# Ovidiu Burcă
Ovidiu Burcă est un footballeur roumain né le 16 mars 1980. Il évolue au poste de défenseur avant de devenir entraîneur.

## Palmarès
- Champion de Roumanie en 2004 avec le Dinamo Bucarest
- Vainqueur de la Coupe de Roumanie en 2003, 2004 et 2005 avec le Dinamo Bucarest